# Marie-Rose Gaillard
Pour les articles homonymes, voir Gaillard.
Marie-Rose Gaillard, née le 19 août 1944 à Thimister et morte le 18 juin 2022 à Aywaille, est une coureuse cycliste belge.

## Biographie
Marie-Rose Gaillard commence le cyclisme en 1960, après y avoir été incitée par un marchand de cycle l'ayant vue rouler sur le vélo qu'elle avait emprunté à son frère. Elle s'inscrit au Royal Dolhain Vélo et dispute sa première course à Visé. L'année suivante, elle est sélectionnée en équipe de Belgique pour son premier championnat du monde, à Douglas.
Elle est championne du monde sur route en 1962 à 18 ans, à Salò devant deux de ses compatriotes Yvonne Reynders, tenante du titre, et Marie-Thérèse Naessens. Elle dispute quatre autres championnats du monde. Elle est dixième en 1963, quatrième en 1964, dix-neuvième en 1965, huitième en 1966. En 1966, elle remporte le championnat de Belgique sur route.
Elle a cofondé le Vélo club Ourthe-Amblève, dont a été membre son neveu Philippe Gilbert,.

## Palmarès sur route
- 1962
  -  Championne du monde sur route
- 1963
  - 10e du championnat du monde sur route
- 1964
  - 4e du championnat du monde sur route
- 1966
  -  Championne de Belgique sur route
  - 8e du championnat du monde sur route